# Gustaf Mauritz Lewenhaupt
Gustaf Mauritz Lewenhaupt, född 11 oktober 1651, död 5 mars 1700 i Stade i Bremen, var en svensk greve och friherre av ätten Lewenhaupt. Från honom reducerades på 1680-talet Raseborgs grevskap i Finland och Vinbergs friherreskap i Halland.

## Biografi
Gustaf Mauritz Lewenhaupt var son till Gustaf Adolf Lewenhaupt och Christina Catharina De la Gardie.
Lewenhaupt var student vid Uppsala universitet i september 22 september 1658 och vid Heidelbergs universitet 1665. Sedan var han kammarherre hos konungen i november 1671, kapten vid livgardet 15 juli 1672 och överstelöjtnant vid Upplands regemente 26 november 1673. 
Han var överste för ett av honom själv värvat dragonregemente 23 december 1676, vilket reducerades 8 oktober 1679. Lewenhaupt tillerkändes 21 juli 1683 på ättens vägnar Bretzenheim genom dom av parlamentet i Metz. Han var överste för ett svenskt regemente i holländsk tjänst 26 september 1688 samt överste för bremiska kavalleriregementet 26 maj 1691.
Lewenhaupt är jordfäst i S:ta Mariakyrkan i Bremen och begraven 5 mars 1701 i Lewenhauptska gravkoren i Riddarholmskyrkan, där hans vapen med latinsk påskrift finns.
Han bevistade med sitt regemente dragoner kriget i Skåne. 
Lewenhaupt var greve till Raseborg och Falkenstein, friherre till Reipoltzkirchen, herre till Rossheim, Winnweiler och Bretzenheim, alla i Tyskland, samt Gräfsnäs, Tärnö i Husby-Oppunda sockenoch Hesselbyholm i Fogdö socken, (båda i Södermanlands län), ävensom Mellingeholm i Frötuna socken, Stockholms län, Sagnitz, Wallmushof och Köhnhof.
Från honom reducerades på 1680-talet Raseborgs grevskap i Finland och Vinbergs friherreskap i Halland.

## Familj
- Gift första gången 1673-11-15 i Stockholm med sin styvsyster, grevinnan Magdalena Catharina Stenbock, född 1652-01-23, död 1676-10-28 i barnsäng i Stockholm och begraven 1677-04-22 i Riddarholmskyrkan, dotter till riksrådet och riksamiralen friherre Gustaf Otto Stenbock, greve Stenbock, och hans 1:a fru, friherrinnan Brita Horn af Åminne.
- Gift andra gången 1678-04-16 i Stockholm med friherrinnan Görvel Sparre, död 1691-03-00 i Holland och begraven 1692-09-29 i Riddarholmskyrkan, dotter till landshövdingen Erik Carlsson Sparre, friherre Sparre, och Elisabet Banér, friherrinna Banér.
- Gift 3:o 1693-01-25 i Stockholm med grevinnan Charlotta Eleonora Dohna, född 1660-06-23 i Stockholm, död i Stockholm 1735-11-25 och begraven 1735-12-04 i Riddarholmskyrkan, dotter till fältmarskalken, burggreven Christoph Delphicus zu Dohna, naturaliserad greve Dohna, och grevinnan Anna Gabrielsdotter Oxenstierna af Korsholm och Wasa.

## Barn
I sitt första giftermål, med Magdalena Catharina Stenbock: Christina Catharina Lewenhaupt, Gustaf Adolf Lewenhaupt och Carl Lewenhaupt.
I sitt andra giftermål, med Görvel Sparre: Erik Mauritz Lewenhaupt, Magdalena Lewenhaupt, Axel Johan Lewenhaupt och Ulrika Elisabet Lewenhaupt.
I sitt tredje giftermål, med Charlotta Eleonora Dohna: Christoffer Vilhelm Lewenhaupt, Charlotta Christina Lewenhaupt, Lovisa Anna Lewenhaupt, Christoffer Bengt Lewenhaupt och Fredrika Eleonora Lewenhaupt.